# 滬尾砲台

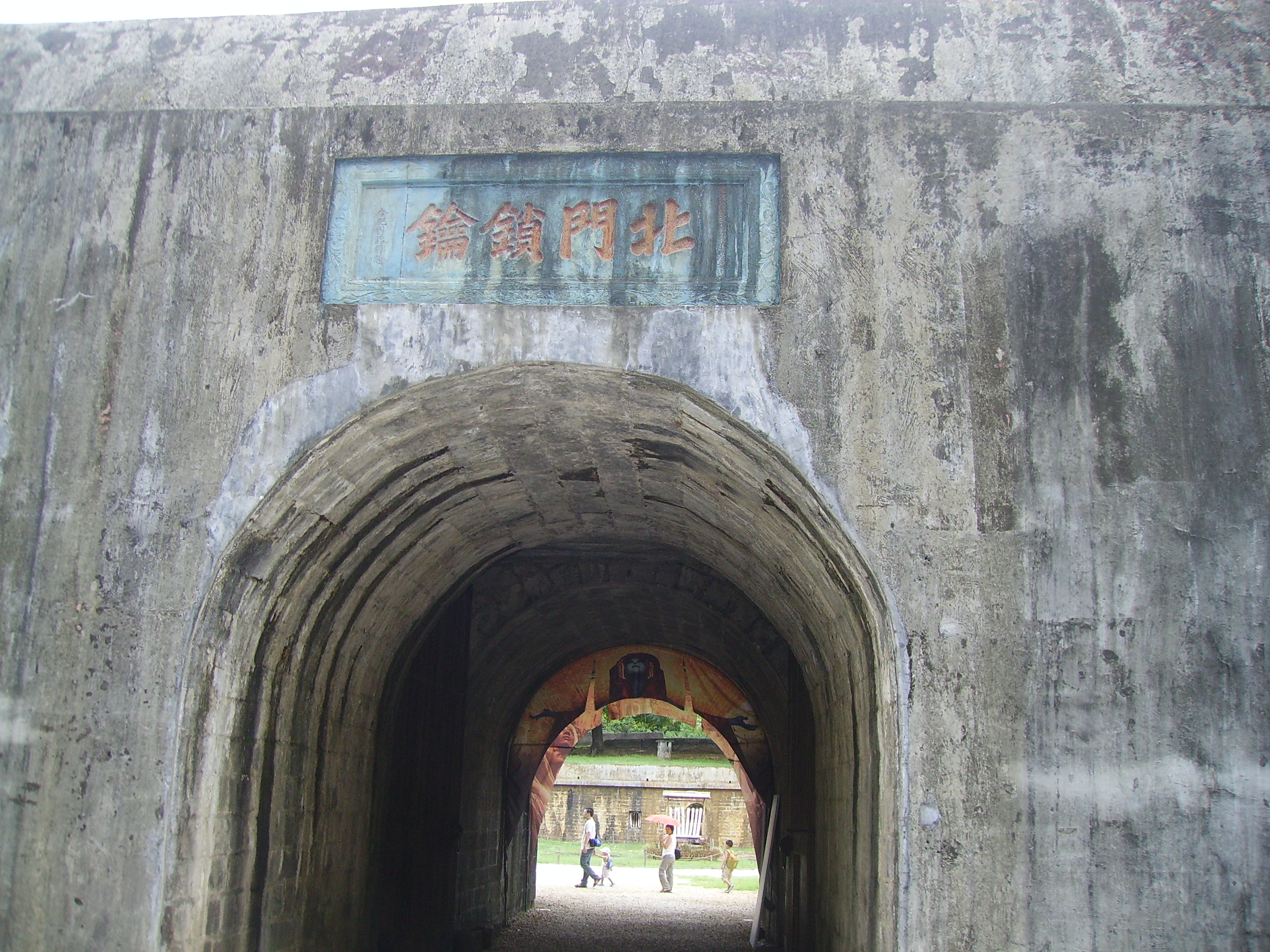
外壁の上部には劉銘伝直筆の「北門鎖鑰」の碑文がある

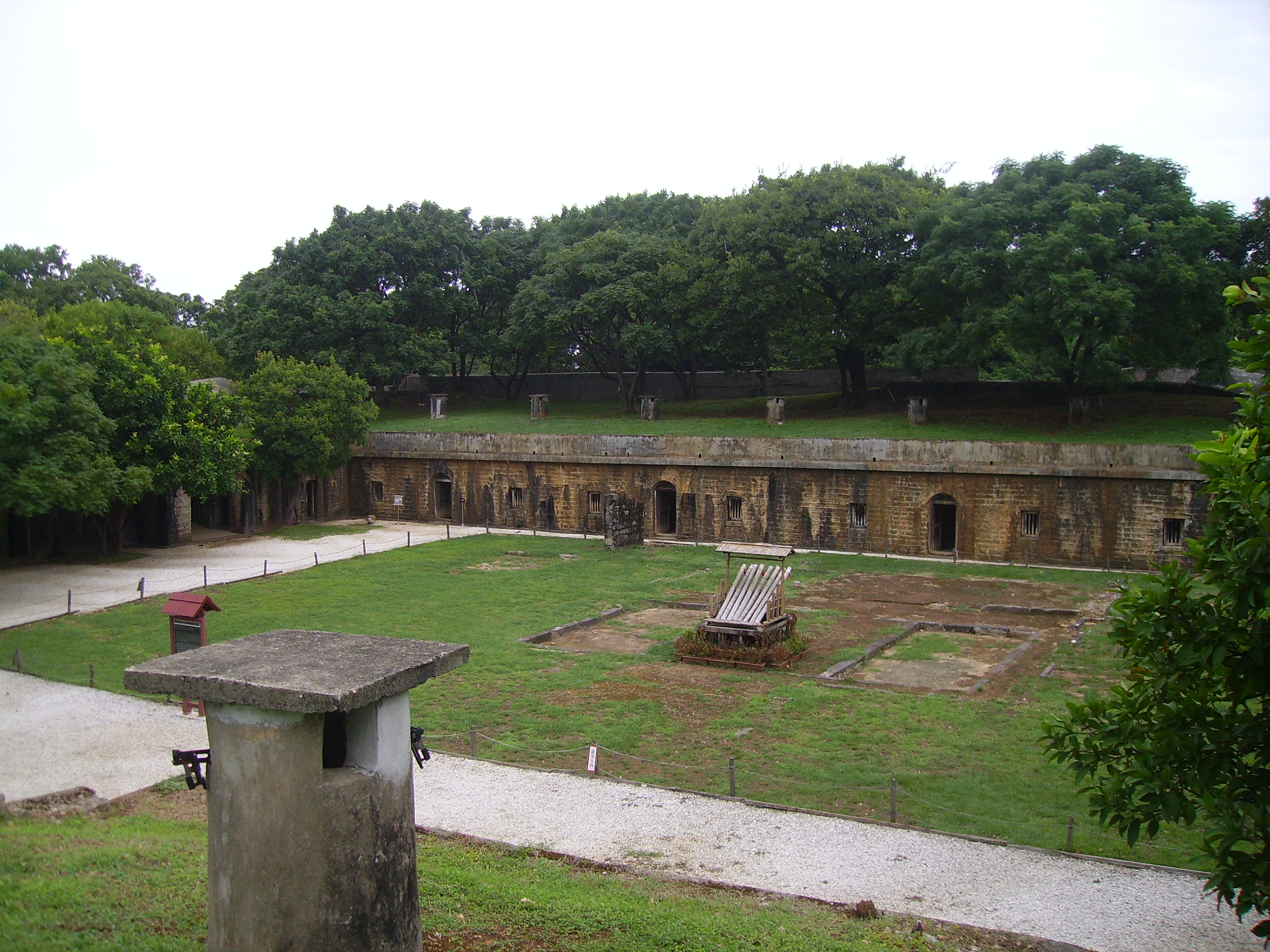
内部は長年補修がされておらず、2棟の建物は荒廃が進み補修が必要な状況になっている

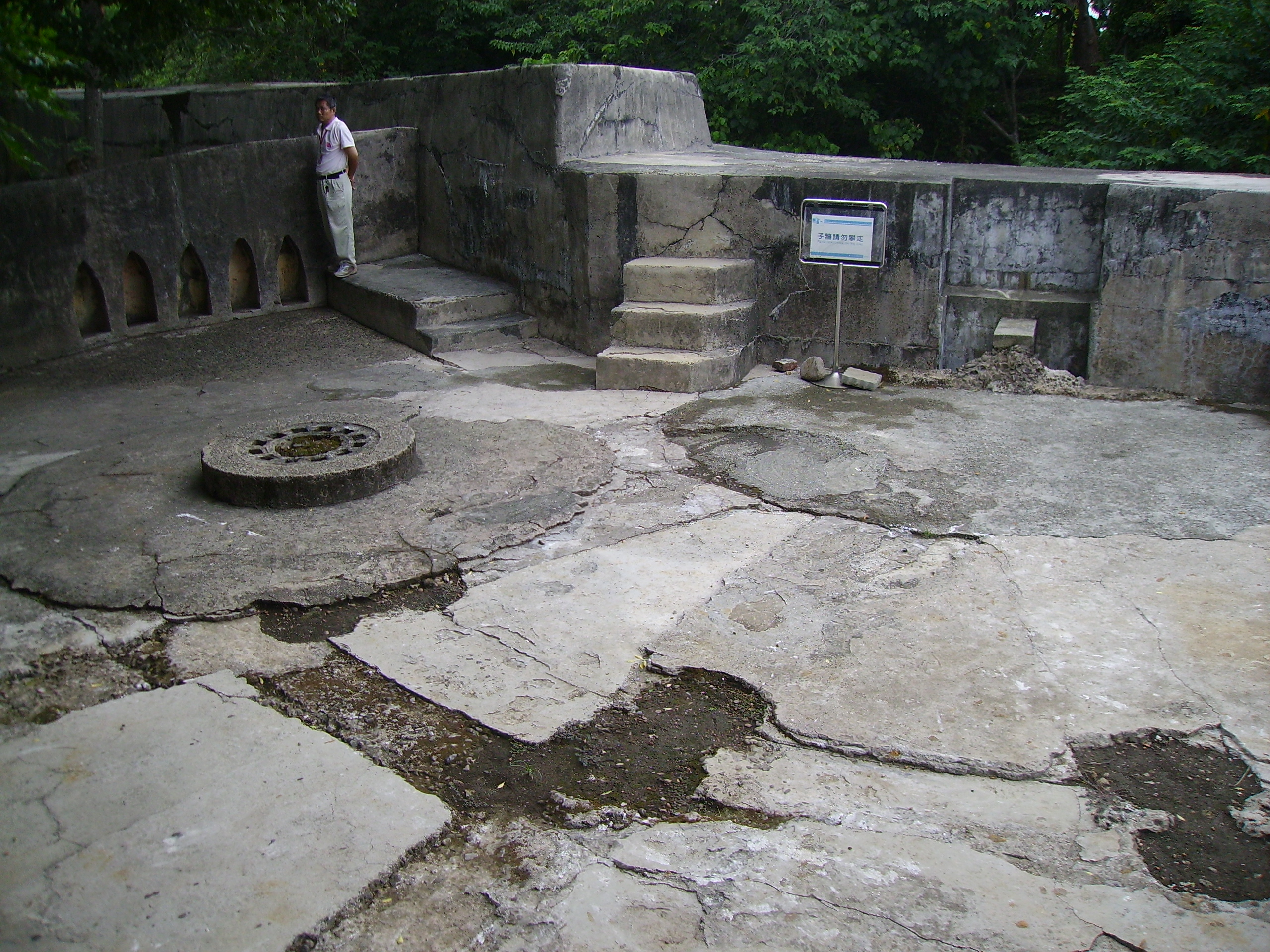
砲座は全て無くなってしまっている

滬尾砲台（滬尾礮臺、こびほうだい）は、中華民国台湾新北市淡水区にある1886年に建造された大砲の砲台跡。初代台湾巡撫の劉銘伝が淡水港防衛のために作ったもので、約8haの広さを有している。
既に使われなくなってから長い年月が経過しているが、長期にわたって軍事要塞に属していたことから保存状態は良好である。砲台の門には劉銘伝直筆の「北門鎖鑰」という銘板が残されているほか、数座の砲台、砲台横の2つの城壁も現存している。このため、中華民国内政部より二級古跡に指定されている。